# Plavání na otevřené vodě na mistrovství Evropy v plaveckých sportech 2004
Závody v plavání na otevřené vodě na mistrovství Evropy v plaveckých sportech za rok 2004 proběhly na nádrži přehrady San Juan, Španělsko ve dnech 10. až 16. května 2004.

## Česká stopa
Česko reprezentovalo 5 závodníků.
V plaveckém maratonu na 10 km žen startovalo 16 závodnic – Yvetta Hlaváčová (*1975) z VSK Univerzita Brno obsadila 13. místo. V závodě na 25 km žen startovalo 13 závodnic – Yvetta Hlaváčová (*1975) z VSK Univerzita Brno obsadila 4. místo
V závodě na 5 km mužů startovalo 19 závodníků – Jakub Fichtl (*1984) z SK Radbuza Plzeň obsadil 15. místo a Pavel Srb (*1980) z TJ Bohemians Praha 19. místo. V plaveckém maratonu na 10 km startovalo 17 závodníků – Jakub Fichtl (*1984) z SK Radbuza Plzeň obsadil 12. místo a Rostislav Vítek (*1976) z KPSP Kometa Brno do závodu nenastoupil. V závodě na 25 km mužů startovalo 16 závodníků – Rostislav Vítek (*1976) z KPSP Kometa Brno obsadil 13. místo, Pavel Srb (*1980) z TJ Bohemians Praha 15. místo a Jan Ježek (*1985) z PK Slávia VŠ Plzeň 16. místo.

## Výsledky
| Muži                      | Zlato                   | Zlato     | Stříbro                  | Stříbro   | Bronz                    | Bronz     |
| ------------------------- | ----------------------- | --------- | ------------------------ | --------- | ------------------------ | --------- |
| 5 km                      | Fabio Venturini (ITA)   | 51:41,4   | Alan Bircher (GBR)       | 51:55,4   | Stefano Rubaudo (ITA)    | 52:11,8   |
| plavecký maraton na 10 km | Jevgenij Koškarov (RUS) | 1:45:21,5 | Massimiliano Parla (ITA) | 1:45:22,8 | Anton Sanačov (RUS)      | 1:45:23,9 |
| 25 km                     | Jevgenij Koškarov (RUS) | 4:18:00,5 | David Meca (ESP)         | 4:18:00,5 | Petar Stojčev (BUL)      | 4:18:02,5 |
| Ženy                      | Zlato                   | Zlato     | Stříbro                  | Stříbro   | Bronz                    | Bronz     |
| 5 km                      | Britta Kamrauová (GER)  | 59:11,3   | Stefanie Billerová (GER) | 59:14,4   | Xenia Lópezová (ESP)     | 59:16,3   |
| plavecký maraton na 10 km | Britta Kamrauová (GER)  | 1:54:24,0 | Marta Noguésová (ESP)    | 1:54:25,6 | Angela Maurerová (GER)   | 1:54:26,0 |
| 25 km                     | Britta Kamrauová (GER)  | 4:39:11,0 | Natalija Pankinová (RUS) | 4:39:23,5 | Ivanka Moralievová (BUL) | 4:41:21,2 |

## Medailová bilance
V plavání na otevřené vodě se rozdělilo celkem 6 sad medailí.
| Pořadí | Stát                     |       | Muži    | Muži  | Muži  |         | Ženy  | Ženy  | Ženy    |       | Muži + Ženy | Muži + Ženy | Muži + Ženy | Celkem |
| Pořadí | Stát                     | Zlato | Stříbro | Bronz | Zlato | Stříbro | Bronz | Zlato | Stříbro | Bronz |             |             |             | Celkem |
| ------ | ------------------------ | ----- | ------- | ----- | ----- | ------- | ----- | ----- | ------- | ----- | ----------- | ----------- | ----------- | ------ |
| 1.     | Německo (GER)            |       | 0       | 0     | 0     |         | 3     | 1     | 1       |       | 3           | 1           | 1           | 5      |
| 2.     | Rusko (RUS)              |       | 2       | 0     | 1     |         | 0     | 1     | 0       |       | 2           | 1           | 1           | 4      |
| 3.     | Itálie (ITA)             |       | 1       | 1     | 1     |         | 0     | 0     | 0       |       | 1           | 1           | 1           | 3      |
| 4.     | Španělsko (ESP)          |       | 0       | 1     | 0     |         | 0     | 1     | 1       |       | 0           | 2           | 1           | 3      |
| 5.     | Spojené království (GBR) |       | 0       | 1     | 0     |         | 0     | 0     | 0       |       | 0           | 1           | 0           | 1      |
| 6.     | Bulharsko (BUL)          |       | 0       | 0     | 1     |         | 0     | 0     | 1       |       | 0           | 0           | 2           | 2      |
| Celkem | Celkem                   |       | 3       | 3     | 3     |         | 3     | 3     | 3       |       | 6           | 6           | 6           | 18     |